# 小川了
小川 了（おがわ りょう、1944年10月28日 - 2021年9月13日）は、日本の民族学者。東京外国語大学名誉教授。専攻は西アフリカの文化人類学。

## 経歴
1968年に上智大学外国語学部フランス語学科を卒業。1969年にパリ大学第5人文社会系民族学科に留学し、1977年に同博士課程単位取得退学。同1977年に帰国して国立民族学博物館第3研究部助手となり、1984年より同助教授。1993年に京都精華大学人文学部教授にうつる。1997年より東京外国語大学アジア・アフリカ言語文化研究所教授となり、2008年同名誉教授。
1997年、論題「セネガルの公権力とインフォーマル・セクターに関する民族学的研究」により、総合研究大学院大学より博士（文学）。

## 著作

### 単著
- 『トリックスター　演技としての悪の構造』海鳴社〈Monad books 40〉、1985年7月。
- 『サヘルに暮らす　西アフリカ・フルベ民族誌』日本放送出版協会〈NHKブックス 540〉、1987年12月。ISBN 4-14-001540-3。
- 『可能性としての国家誌　現代アフリカ国家の人と宗教』世界思想社〈Sekaishiso seminar〉、1998年5月。ISBN 4-7907-0712-1。
- 『奴隷商人ソニエ　18世紀フランスの奴隷交易とアフリカ社会』山川出版社、2002年4月。ISBN 4-634-64730-3。
- 『奴隷商人ソニエ　18世紀フランスの奴隷交易とアフリカ社会』東京外国語大学アジア・アフリカ言語文化研究所、2002年4月。ISBN 4-87297-810-2。
- 大塚滋ほか 編『アフリカ』石毛直道監修、農山漁村文化協会〈世界の食文化11〉、2004年10月。ISBN 4-540-04087-1。
- 『第一次大戦と西アフリカ フランスに命を捧げた黒人部隊「セネガル歩兵」』（2015年 刀水書房）

### 共著・編著・共編著
- 梅棹忠夫共 編『ことばの比較文明学』福武書店、1990年7月。ISBN 4-8288-1196-6。
- 石毛直道ほか 編『梅棹忠夫著作集』 第13巻、中央公論社、1991年10月。ISBN 4-12-402863-6。
- 周永河共 編『グローバル化する世界の中の小生産物　資源の分配と共有に関する人類学的統合領域の構築　commodities & globalization』文部科学省科学研究費補助金特定領域研究『資源の分配と共有に関する人類学的統合領域の構築』総括班、2006年3月。ISBN 4-87297-885-4。
- 小川了「日本の箒、セネガルの鍋」、小川了責任編集、内堀基光総合編集 編『躍動する小生産物』東京外国語大学アジアアフリカ言語文化研究所〈資源人類学 4〉、2007年3月。ISBN 978-4-87297-974-9。
  - 小川了「日本の箒、セネガルの鍋」、小川了責任編集、内堀基光総合編集 編『躍動する小生産物』弘文堂〈資源人類学 4〉、2007年12月。ISBN 978-4-335-51094-6。
- 小川了「資源としての小生産物を考える」、内堀基光責任編集 編『資源と人間』東京外国語大学アジアアフリカ言語文化研究所〈資源人類学 1〉、2007年3月。ISBN 978-4-87297-971-8。
  - 小川了「資源としての小生産物を考える」、内堀基光責任編集 編『資源と人間』弘文堂〈資源人類学 1〉、2007年12月。ISBN 978-4-335-51091-5。
- 小川了 編『セネガルとカーボベルデを知るための60章』明石書店〈エリア・スタディーズ 78〉、2010年3月。ISBN 978-4-7503-3155-3。
- 真島一郎 編『二〇世紀〈アフリカ〉の個体形成 南北アメリカ・カリブ・アフリカからの問い』平凡社、2011年。